# Junpei Aoki
Junpei Aoki (jap. 青木 純平, Aoki Junpei; * 11. August 1982) ist ein ehemaliger japanischer Nordischer Kombinierer.

## Werdegang
Aoki, der für den Iiyama City Ski Club und die Nihon-Universität startete, gab bei den Nordischen Junioren-Skiweltmeisterschaften 2002 in Schonach sein internationales Debüt. So belegte er im Gundersen Einzel von der Normalschanze und über zehn Kilometer den 20. Platz, ehe er gemeinsam mit Yūsuke Minato, Norihito Kobayashi und Tomoyuki Usui den sechsten Rang im Team erreichte. Wenige Wochen später startete er in Calgary erstmals im zweitklassigen B-Weltcup und konnte dabei bereits am zweiten Wettkampftag in die Punkteränge laufen. Nachdem Aoki beim Saisonauftakt 2002/03 im B-Weltcup starke Ergebnisse erzielt hatte und unter anderem in Steamboat Springs als Vierter nur knapp das Podest verpasst hatte, wurde er ins japanische Weltcup-Team berufen. Sein Debüt gab er am 1. Januar 2003 in Oberhof, wo er noch knapp die besten Dreißig verfehlte. Beim Sprint von der Großschanze eine Woche später in der Ramsau gelangen ihm schließlich seine ersten Punktgewinne im Weltcup. Ende Januar ging der Student bei der Winter-Universiade 2003 an den Start und gewann sowohl im Gundersen Einzel als auch im Sprint die Silbermedaille. Darüber hinaus wurde er gemeinsam mit Yōsuke Hatakeyama und Norihito Kobayashi Universiadesieger im Massenstart-Teamwettbewerb. Wenige Wochen später war Aoki Teil der japanischen Delegation bei den Nordischen Skiweltmeisterschaften 2003 im italienischen Val di Fiemme, wo er im Gundersen Einzel Rang 33 belegte sowie im Team mit Norihito Kobayashi, Daito Takahashi und Satoshi Mori Sechster wurde. Die Saison schloss er auf dem 44. Platz in der Weltcup-Gesamtwertung ab. Im restlichen Karriereverlauf sollten keine weiteren Teilnahmen an Weltcup-Rennen folgen. Stattdessen startete Aoki im B-Weltcup, in dem er in der Saison 2004/05 mit dem 22. Platz in der Gesamtwertung sein bestes Ergebnis erzielen konnte. Zudem war er in dieser Saison erneut beim Saisonhöhepunkt, den Nordischen Skiweltmeisterschaften 2005 in Oberstdorf, Teil des japanischen Teams. Während er im Gundersen Einzel noch disqualifiziert wurde, belegte er mit dem Team den neunten Platz sowie im Sprint Rang 27. Im Frühjahr 2006 beendete er seine Karriere.

## Statistik

### Platzierungen bei Weltmeisterschaften
| Jahr und Ort       | Wettbewerb   | Wettbewerb | Wettbewerb |
| Jahr und Ort       | Gundersen NS | Sprint GS  | Team       |
| ------------------ | ------------ | ---------- | ---------- |
| 2003 Val di Fiemme | 33.          | –          | 06.        |
| 2005 Oberstdorf    | DSQ          | 27.        | 09.        |

### Weltcup-Platzierungen
| Saison  | Platz | Punkte |
| ------- | ----- | ------ |
| 2002/03 | 44.   | 064    |

### B-Weltcup-Platzierungen
| Saison  | Platz | Punkte |
| ------- | ----- | ------ |
| 2001/02 | 67.   | 013    |
| 2003/04 | 58.   | 047    |
| 2004/05 | 22.   | 188    |
| 2005/06 | 68.   | 035    |